# 江夏由結
江夏由結（日語：江夏 由結，11月24日—），日本女編劇、動畫師、作詞家。Studio LIVE所屬。日本編劇聯盟會員。出身於宮崎縣。B型血。

## 人物簡介
擅長高張力、快節奏的劇本創作，其中又以《校園迷糊大王》系列、《我愛美樂蒂》系列（兩部都是STUDIO COMET製作）等搞笑喜劇類的作品最多。此外常和山田隆司、森脇真琴、筆安一幸、浦畑達彥、時田廣子、笹野惠、廣真希等人一起參加。
據動畫製作人片岡義朗所說的，她是「（Studio）LIVE的美女」。
參加同人誌與蘆田豐雄等人一起組成同人團體「野狐族」，而2001年電視動畫《人造人009 THE CYBORG SOLDIER》的部分劇透內容在動畫首播之前曾經在該團體的作品中發表。

## 主要參加作品
※粗體字表示說明擔任劇本統籌的作品。

### 電視動畫
1993年
- 美少女戰士R（動畫）

1995年
- 空想科學世界（動畫）

2002年
- 炎之蜃氣樓（編劇）
- X（編劇）
- 迷糊天使（編劇）
- 人造人009 THE CYBORG SOLDIER（編劇）
- 炸彈小新娘（編劇）

2003年
- 成惠的世界（編劇）
- 戀愛小魔女（編劇）
- 青青校樹（編劇）
- F-ZERO 法爾康傳說（日语：F-ZERO ファルコン伝説）（設定製作、編劇、ED動畫）
- 鼻毛真拳（編劇）

2004年
- 龍王傳說（編劇）
- 校園迷糊大王（編劇）

2005年
- 蜜桃女孩（編劇）
- 我愛美樂蒂（編劇）
- 遊☆戲☆王怪獸之決鬥GX（編劇）
- 陰陽大戰記（編劇）

2006年
- 狗狗向前衝（編劇）
- 我愛美樂蒂：轉轉旋律魔法牌（編劇）
- 校園迷糊大王 二學期（編劇）

2007年
- Saint October（編劇）
- 我愛美樂蒂：輕鬆舒暢♪（編劇）
- 怪物王女（編劇）
- 旁邊的兒童 我的火腿組（日语：はたらキッズ マイハム組）（編劇）

2008年
- 企鵝找麻煩（編劇）
- 我愛美樂蒂：Kirara★（編劇）
- 假面男僕（編劇）
- 卡片鬥士翔（編劇）

2009年
- BASQUASH！（編劇）
- 寶石寵物（編劇）
- NEEDLESS（編劇）

2010年
- 寶石寵物 Twinkle☆（編劇）
- 企鵝找麻煩Max（編劇）
- 海月姬（編劇）
- 偵探歌劇 少女福爾摩斯（編劇）

2011年
- 卡片鬥爭!! 先導者（編劇）
- 花河童（日语：はなかっぱ）（編劇）
- 寶石寵物 Sunshine（編劇）

2012年
- 偵探歌劇 少女福爾摩斯探偵 第2幕（編劇）
- 寶石寵物 Kira☆Deco！（編劇）
- 卡片鬥爭!! 先導者 亞洲巡迴賽篇（編劇）

2013年
- 卡片鬥爭!! 先導者 王牌連接篇（編劇）

2014年
- 卡片鬥爭!! 先導者 雙鬪搭檔篇（編劇）
- Oreca Battle（日语：モンスター烈伝 オレカバトル）（編劇）
- 印度版 忍者哈特利 (第2期)（編劇）
- 電器街的漫畫店（編劇）

2015年
- 銃皇無盡的法夫納（編劇）[1]
- 星光樂園（編劇）

2016年
- 飛翔的魔女（編劇）
- 超能旺達（編劇）
- 貓魚（日语：きんだーてれび#ぴったんこ!ねこざかな）（編劇）

2017年
- 貓魚 (第2期)（編劇）

2020年
- 淡路島七福神（日语：きんだーてれび#あわじしまの七福神）（編劇）

### OVA
1993年
- 地球守護靈（動畫）
- 超時空世紀歐卡斯02（動畫）

1994年
- 偶像防衛隊（動畫）
- MINKI MOMO IN 啟程之站（日语：魔法のプリンセス ミンキーモモ#OVA「MINKY MOMO」）（動畫）

2000年
- AMON 惡魔人默示錄（色彩設定）

2009年
- 百日薔薇（日语：百日の薔薇）（構成、編劇）

2012年
- 鋼索危情（日语：タイトロープ (夏目イサクの漫画)）（構成、編劇）

### 電影動畫
1993年
- 劇場版 美少女戰士R（動畫）

### 網路動畫
2013年
- 義呆利 The Beautiful World（編劇）

2015年
- 義呆利 The World Twinkle（編劇）

2017年
- 超游世界（日语：超游世界）（編劇）

2020年
- 魔神英雄傳 七魂的龍神丸（編劇）

### 遊戲
1994年
- 七龍珠Z 偉大孫悟空傳說（日语：ドラゴンボールZ 偉大なる孫悟空伝説）（動畫）

### 電視劇
2007年
- 美容少年★Celebrity（日语：美容少年★セレブリティ）（編劇）

### 廣播劇CD
2003年
- （編劇）

### 選集
- 火之玉遊戲漫畫系列 千劍物語（日语：サウザンドアームズ） 同人漫畫選集收錄 －光文社 ISBN 4334804578

### 其它
- 漫畫 超魔神英雄傳 外傳（封面插圖上色）[注 2]－學習研究社 ISBN 4056019258
- Animedia附錄 （封面插圖上色）[注 3]－學習研究社

## 擔任作詞歌曲

主唱：櫻塚美紀（小清水亞美），作詞：江夏由結、山田弘，作曲、編曲：渡部謝爾

主唱：夢防衛少女隊（美樂蒂、庫洛米、夢野歌、夢野奏、夢野琴、櫻塚美紀、藤崎真菜（佐久間玲、竹內順子、片岡梓、加藤夏希、八武崎碧、小清水亞美、杉本優）），作詞：江夏由結，作曲、編曲：渡部謝爾

主唱：Piano、櫻塚美紀（竹內順子、小清水亞美），作詞：江夏由結，作曲、編曲：渡部謝爾

## 腳註

## 相關項目
- 日本動畫師列表
- 日本編劇列表（日语：脚本家一覧）